# المقر (الأردن)

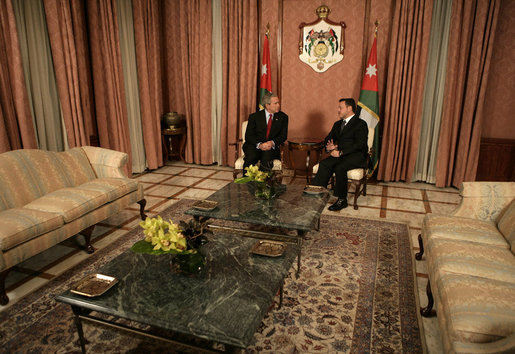
الملك عبد الله الثاني والرئيس جورج بوش في قصر رغدان

المقر( باللغة العربية:المقر، باللغة الانجليزية:Headquarters) هو مجمع سكني ملكي يقع في عمان،الأردن. تبلغ مساحة المقر 40 هكتارا وهو مقر للعائلة المالكة في الأردن.كانت المنطقة التي يحتلها المقر موقعاً لمعسكر جيوش الثورة العربية، هذه الجيوش استولت على عمان عام 1918.أول قصر كان قد بني في المقر هو قصر رغدان، عام 1926 تم الانتهاء من بنائه. أصبح قصر رغدان المقر الرسمي للملك الأردني الأول وهو الملك عبدالله الأول، الذي امر بعد ذلك ببناء قصرين آخرين أصغر عام 1930؛ قصر المأوى وقصر الصغير.
في عام 1950 تم بناء مشروع أكبر، وهو قصر بسمان،الذي هو مقصور على دار ضيافة، فقد أصبح بسمان المقر الرئيسي للملك حسين بعد أن تولى العرش عام 1953، في عمر 18، بعد وفاة عبد الله الأول وحكم والده الملك طلال فترة قصيرة. قام الملك حسين بتغير مكان إقامته في السبعينيات، تم تغير إقامته إلى القصر الهاشمي في شمال غرب عمان.بعد تغير مكان الإقامة أصبح قصر بسمان القصر الرسمي لديوان الملكي يقع ايضاً في المقر المقبرة الملكية، حيث تم دفن فيها الملوك عبد الله الأول وطلال و حسين.وتم بناء ايضاً قصر الندوة، الذي كان في الأصل منزل الأمير نايف، الابن الثاني للملك عبد الله الأول، على الرغم من  استخدام الملك حسين وعائلته المقر كأقامة رسمية لهم منذ عام 1980، قبل ان ينتقلوا إلى قصر باب السلام.حيث يعمل حالياً كقصر ضيافة. عن مدخل قصر رغدان يوجد سارية، وهي ثالث أطول سارية في العالم بارتفاع 126 متراً، ويرفرف عليها علم أردني بمقاس60×30متراً، والذي يمكن رؤيته بوضوح في العاصمة عمان.تم بناء مقر الوصي البريطاني بالقرب من القصور وهو المكان الذي يتواجد فيه الملوك الأردنيين الحاليين؛يقيم فيه الملك عبدالله الثاني و زوجته الملكة رانيا و أولادهما. كما يوجد في المقر الديوان الملكي، مكاتب مستشاري الملك، ومجلس الأمن القومي الأردني.